# Entre lladres (pel·lícula de 1996)
Entre lladres (títol original en anglès: Bottle Rocket) és una pel·lícula estatunidenca estrenada l'any 1996, el primer llargmetratge dirigit per Wes Anderson. Es tracta d'una comèdia que explica les aventures de tres amics (Anthony, Dignan i Bob) que volen convertir-se en lladres però que són massa maldestres per aconseguir-ho. Després d'un primer atracament amb moderat èxit, s'associen amb M. Henry, un criminal més experimentat per un atracament més important a un magatzem de productes congelats però els problemes s'acumulen i l'atracament és un fracàs complet. Aquesta pel·lícula ha estat doblada al català.

## Argument
Dignan «ajuda» el seu amic Anthony a escapar-se d'una unitat psiquiàtrica, però no ha entès que Anthony ha escollit voluntàriament aquesta estada a causa de l'esgotament. Per donar-li gust, Anthony fa veure que s'escapa per la finestra. Després, hom percep ràpidament que Dignan és el més boig dels dos. Ha posat a punt un programa per als 75 anys a venir per convertir-se en verdaders lladres. El pla consisteix a fer diversos atracaments d'entrenament, a continuació associar-se amb un cert Henry que utilitza la seva empresa de jardineria com a cobertura per cometre atracaments. Més tard, s'entera que Dignan ha ja treballat com a jardiner amb Henry abans de ser acomiadat.
Com atracament d'entrenament, els dos amics entren a la casa de la família d'Anthony i roben objectes anotats prèviament en una llista. Després, Dignan revela que ha pres un parell d'arracades no especificades en aquesta llista. Allò trastoca Anthony que havia comprat les arracades per a la seva mare com a regal i les havia excloses de la llista. Dignan recluta Bob Mapplethorpe com a xofer perquè és l'única persona que coneixen amb un cotxe. Els tres amics compren una arma de foc i tornen a la casa de Bob per planificar el seu proper atracament, que serà en una llibreria local. El grup discuteix mentre Dignan intenta descriure el seu pla.
El grup roba una petita suma de diners a la llibreria. Els tres amics celebren en principi el seu èxit a casa de Bob i s'escapoleixen després. Acaben per aturar-se en un motel. Anthony coneix Inez, una cambrera hispana originària del Paraguai, i els dos s'enamoren malgrat la barrera de la llengua (Inez parla poc anglès i Anthony gairebé res d'espanyol). Bob s'entera que el seu cultiu de marihuana a la casa ha estat descobert per la policia i que el seu germà gran anomenat «Future Man» ha estat detingut. Bob marxa amb el seu cotxe l'endemà per ajudar el seu germà, sense dir-ho a Dignan. Abans de deixar el motel, Anthony dona a Dignan un sobre per a Inez. Dignan dona el sobre a Inez sense saber que el sobre conté la majoria dels seus diners. Inez no obre el sobre i s'acomiada de Dignan. Quan Dignan marxa, Inez demana a un col·lega que parla be l'anglès de córrer darrere de Dignan i dir-li que estima Anthony. Quan aquest lliura el missatge, diu a Dignan: «Digues a Anthony que l'estimo». Dignan amb la seva intel·ligència limitada no comprèn que parla per a Inez i no transmet doncs el missatge a Anthony. Dignan i Anthony marxen en un vell cotxe que s'espatlla poc després, Anthony revela llavors que el sobre donat a Inez contenia la resta dels seus diners. Els dos homes es barallen, Dignan copeja Anthony i cadascun marxa pel seu costat.

## Repartiment
| - Luke Wilson: Anthony Adams - Owen Wilson: Dignan - Robert Musgrave: Bob Mapplethorpe - Andrew Wilson : John Mapplethorpe, anomenat «Future Man», germà de Bob - Lumi Cavazos: Inez - James Caan: Abe Henry - Jim Ponds: Applejack, - Kumar Pallana: Kumar | - Donny Caicedo: Rocky - Shea Fowler: Grace, germana d'Anthony - Ned Dowd: el doctor Nichols - Haley Miller: Bernice - Brian Tenenbaum: H. Clay Murchison - Jenni Tooley: Stacy Sinclair - Temple Nash: Temple - Dipak Pallana: l'empleat de la llibreria | - Darryl Cox: el director de la llibreria - Stephen Dignan: Rob - Juliol Cedillo: un home a l'exterior del bar - Teddy Wilson: Hector Mapplethorpe - Tak Kubota: Rowboat - Haskell Craver: Jackson - Jill Parker-Jones: La directora del motel - Russell Towery: un policia |

Actors principals
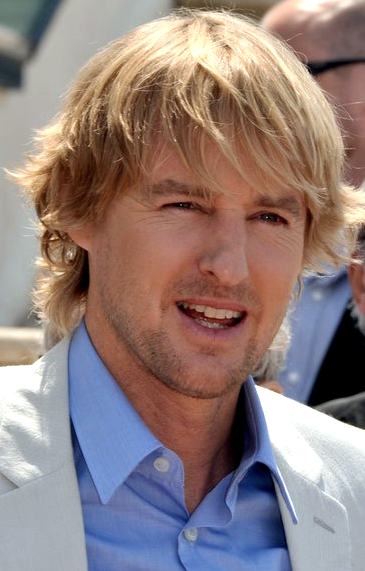
Owen Wilson
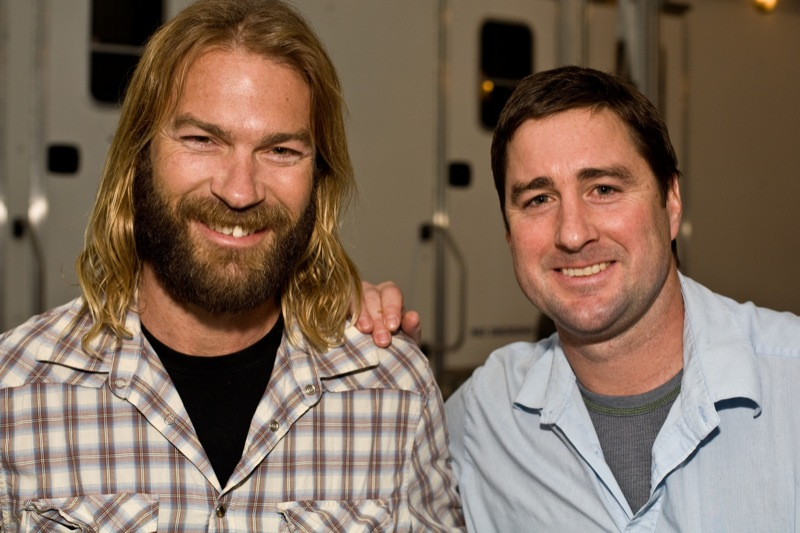
Andrew (a esquerra) i Luke Wilson
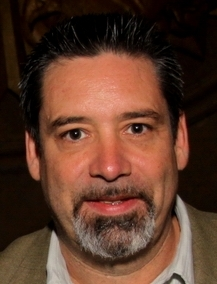
Robert Musgrave
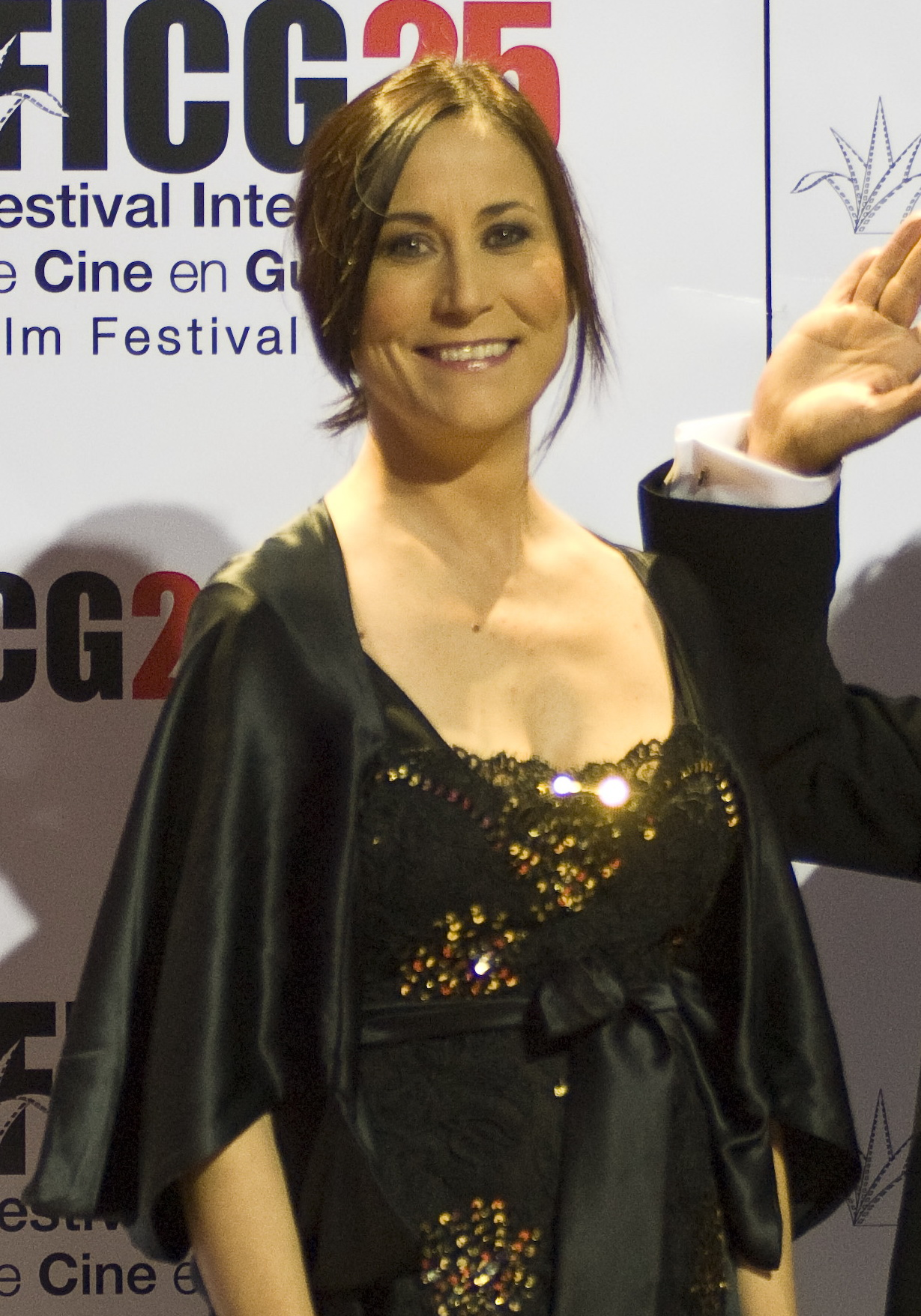
Lumi Cavazos
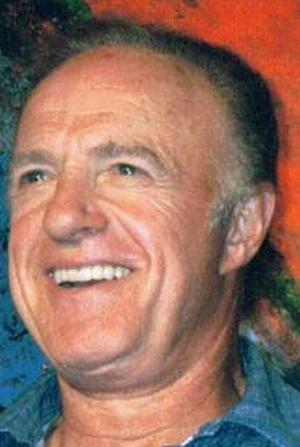
James Caan

## Producció

### Origen del nom del film

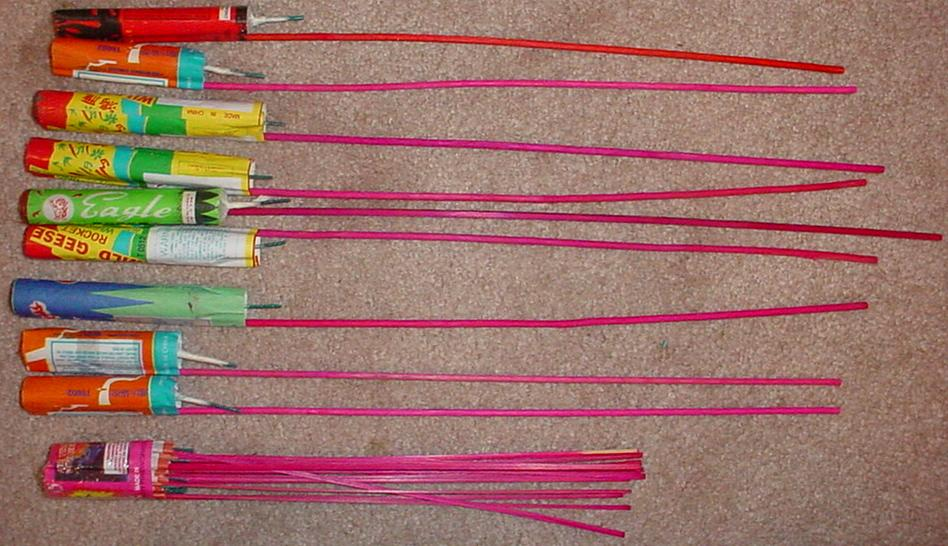
Bengales de tipus «bottle rocket».

El film treu el seu nom dels petards de tipus «bottle rocket» que es pot traduir literalment per «bengala d'ampolla». Segons Kenneth Turan del Los Angeles Times, el film es diria així perquè "[els herois del film] són als criminals seriosos el que els «bottle rockets» són als verdaders explosius".
Bottle Rocket (1994) és en principi un curtmetratge en blanc i negre i a banda el seu jazzy realitzat per Wes Anderson, llavors completament autodidacte. El llargmetratge reprèn l'essencial de les escenes del curtmetratge, així com els seus personatges (encarnats pels mateixos actors). El llargmetratge va ser produït i distribuït per Columbia Pictures. El «screen test» s'ha revelat ser el més catastròfic de la història de Columbia. El film ha sortit malgrat tot, sense entrar en els seus costos però aprofitant malgrat tot bones crítiques. Wes Anderson hi aborda els temes que es troben a Rushmore, La família Tenenbaum i La vida aquàtica.

### Rodatge
L'any 2004, Wes Anderson explica en una entrevista que el primer test de visionat del film amb públic va ser un fracàs: 85 persones van marxar de la sala de 250 places. Va caldre reescriure el film mentre pensava haver acabat el rodatge i el muntatge. Va escriure una nova obertura i va afegir noves escenes. Va poder realitzar aquestes modificacions gràcies als diners suplementaris aportats pel productor James L. Brooks.

## Rebuda

### Rebuda de la crítica
Encara que fos un fracàs comercial, Bottle Rocket va ser saludat per la crítica, obtenint un 85% de comentaris positius a Rotten Tomatoes amb una nota mitjana de 6,8/10 i un 65% de crítiques positives en el lloc Metacritic.
La revista anglesa Empire dona un parer molt positiu: "en una època no escassa de films d'atracaments estranys i dolents, Anderson i Wilson escullen un angle interessant - parlar d'antics amics i mostrar-nos el resultat de les amistats i dels ressentiments que s'han covat durant anys: destacar l'escena on Dignan prova d'explicar el seu pla detallat, mentre que Maplethorpe només vol jugar amb les pistoles comprades amb els seus diners i Adams ha de trampejar-los els dos." Steven Rea del Philadelphia Inquirer va quedar entusiasmat pel film: "Mirar un començament com aquest — i Bottle Rocket, una comèdia optimista i excèntrica dels texans Wes Anderson i Owen Wilson lliga perfectament — esdevé una experiència feliç: asseguts al cinema i sacsejant-vos el cap d'enlluernament, somrient com un imbècil feliç davant les aventures a la pantalla."
A Michael Wilmington del Chicago Tribune li agrada molt el film: "té un joc d'actors molt compromès, diàlegs intel·ligents i un sentit de l'humor irònic, intel·ligent i original, i estil. Aquesta comèdia aporta una brisa fresca, amb una visió de les coses fosca però compassiva. Mirar Bottle Rocket no es contenta en fer-vos riure. Fa somriure entre riures, reflexionar més enllà dels somriures."
Janet Maslin del New York Times dona un parer moderat sobre el film: "un to dolçament graciós limita el film de Anderson a la lleugeresa, però l'entusiasme col·lectiu darrere d'aquesta primera prova funciona. El millor a Bottle Rocket, no són pas els farciments relaxats que allarguen la seva durada fins al llargmetratge, sinó l'ímpetu desplaçat amb el que s'explica aquesta història."
Igualment, Roger Ebert del Chicago Sun-Times té una opinió moderada sobre el film: "La fórmula dona bons petits moments agradables, però no té gran cosa més. Això suggereix que aquests cineastes podrien fer un millor film la propera vegada, dependent menys de les seves pròpies personalitats i inspiracions familiars i més d'un guió original. […] No puc recomanar el film — és massa fluix i indulgent — però li tinc un cert afecte, i espero veure el que Anderson i els Wilson faran a continuació."
L'any 2006, Louis Guichard de la revista Télérama considera que el film té un bon començament i ha de ser vist per dues raons: pel seu autor, Wes Anderson, perquè "elabora aquí l'espècie de infracòmic que esdevindrà la seva marca, tot en discrets hiatus i suaus aberracions." L'altra basa del film és el joc dels dos germans Wilson: "Owen, després estrella (sovint soci de Ben Stiller), no-heroi d'inconsistència molt poètica, i Luke, més rar i més tenebrós, però no menys carismàtic." L'any 2005, Christopher Orr de la revista americana The New Republic considera que és el més agradable dels films d'Anderson perquè no prova mai de fer-ne massa. Tanmateix, pensa que és també per a aquesta raó que el film és fàcil d'oblidar malgrat tot el seu encant. Troba que els germans Wilson Owen i Luke treballen bé junts i que és doncs sorprenent que no hagin aparegut més sovint junts a la pantalla
La crítica del San Francisco Chronicle és molt negativa, el periodista escriu: "Amb la seva música jazz intrusiva i el seu humor pla, Bottle Rocket és en dificultats des dels primers minuts. De vegades el film sembla fer la sàtira d'alguna cosa, però no sabreu mai de què. D'altres vegades, va cap a un sentimentalisme inútil."
La crítica del San Francisco Examiner és també negativa: "El ritme és profundament lent i hi ha llargs períodes on no passa res a part de les variacions minuscules sobre les escenes precedents. Els personatges són avorrits i la rutina, en la qual estan, és frustrant per al públic." David Hinckley del New York Daily News aprecia poc el film: "no és que aquest film, que podria haver estat film de pas a l'edat adulta per a tres aprenents de lladres idiotes, és desagradable i sense encant. Els seus problemes se situen més en la dèbil dimensió dels personatges i l'absència de versemblança de la intriga." Sandra Hall del Sydney Morning Herald critica vivament la indecisió i la falta d'energia del film: "L'escena cinematogràfica independent americana sembla dividir-se acuradament en dues escoles: l'estil de Tarantino amb sang, gore i xerrameca, i el cinema de la indecisió, ple de personatges que no poden decidir sobre la vida, l'amor o la manera de passar els cinc propers minuts. […] Bottle Rocket és una comèdia sobre la desorganització tan dolçament caòtic que sembla en perill per manca d'energia i de deixar els seus personatges bloquejats a la meitat de la història - si és que tanmateix hi ha una història."